# دنيس هال
دنيس هال (بالإنجليزية: Dennis Hall) هو مصارع هاوي أمريكي، ولد في 5 فبراير 1971 في ميلواكي في الولايات المتحدة.

## وصلات خارجية
- دنيس هال على موقع قاعدة بيانات المصارعة الدولية (الإنجليزية)
- دنيس هال على موقع أوليمبيديا (الإنجليزية)